# El ejército de las tinieblas
Army of Darkness (titulada El ejército de las tinieblas en Hispanoamérica y España) es una película de 1992 escrita y dirigida por Sam Raimi y protagonizada por Bruce Campbell. La cinta, que combina los géneros de la comedia, el terror y la fantasía oscura, es la última parte de la trilogía The Evil Dead. La película se sitúa después de los sucesos en Evil Dead II y la trama sigue a Ash Williams, quien está atrapado en la Inglaterra del año 1300 d. C. de la Edad Media y lucha contra el ejército de las tinieblas, liderado por un Ash maligno, en su búsqueda por encontrar el Necronomicón Ex-Mortis para volver a su época. 
La cinta fue producida como parte de un acuerdo de producción con Universal Pictures después del éxito financiero de Darkman. El rodaje tuvo lugar en California en 1991. El maquillaje y los efectos de criatura de la película fueron manejados por dos compañías diferentes: Tony Gardner y su compañía Alterian, Inc., fueron responsables de los efectos de maquillaje de Ash y Sheila, mientras que Kurtzman y su compañía, Nicotero & Berger EFX Group fue acreditado por el resto de los personajes de efectos especiales de maquillaje. Tom Sullivan, que había trabajado anteriormente en Within the Woods, The Evil Dead e Evil Dead II, también contribuyó a los efectos visuales. La película fue dedicada al agente de ventas de The Evil Dead y productor ejecutivo de Evil Dead II, Irvin Shapiro, quien murió antes de la producción de la película en 1989.
La película se ha convertido en un clásico de culto, y ha sido citada y mencionada en videojuegos como Duke Nukem 3D, Blood, Warcraft III: Reign of Chaos, Left 4 Dead y World of Warcraft, e inclusive, la portada del videojuego Doom original está directamente inspirada en la portada de la película. [cita requerida]

## Argumento
Habiendo sido transportado accidentalmente a la Edad Media, Ash Williams es capturado por los hombres de Lord Arthur, quienes sospechan que es un agente del Duque Henry, con quien Arthur está en guerra. Es esclavizado junto con Henry capturado, confiscan su escopeta y motosierra y lo llevan a un castillo. Ash es arrojado a un pozo donde mata a un Deadite y recupera sus armas del sabio de Arthur. Después de exigir que Henry y sus hombres fueran liberados, ya que sabía que era un cazador de brujas, y matar a un Deadite públicamente, Ash es celebrado como un héroe. Se siente atraído por Sheila, la hermana de uno de los caballeros caídos de Arturo.
Según el sabio, la única forma en que Ash puede volver a su tiempo es a través del mágico Necronomicón Ex-Mortis. Ash luego comienza su búsqueda del Necronomicón. Cuando entra en un bosque encantado, una fuerza invisible persigue a Ash hacia un molino de viento y se estrella contra un espejo. Pequeños reflejos de Ash en los fragmentos del espejo cobran vida, y uno se convierte en un clon de tamaño natural, después de lo cual Ash lo mata y lo entierra.
Cuando llega a la ubicación del Necronomicón, se encuentra con tres libros en vez de uno, y tiene que determinar cuál es el verdadero. Al darse cuenta en el último momento de que ha olvidado la última palabra de la frase que le permitirá sacar el libro de forma segura - "Klaatu barada nikto" - trata de murmurar y toser a través de la pronunciación. Agarra el libro y comienza a regresar corriendo. Mientras tanto, sin que Ash lo sepa, su artimaña ha fallado y los muertos y su clon malvado resucitan, uniéndose en el Ejército de las Tinieblas.
A su regreso, Ash exige ser devuelto a su propio tiempo. Sin embargo, Sheila es secuestrada por un Flying Deadite y luego se transforma en uno. Ash se decide a liderar a los humanos contra el Ejército, y la gente acepta a regañadientes. Utilizando el conocimiento de los libros de texto en su Oldsmobile Delta 88 de 1973 y solicitando la ayuda del duque Henry, Ash lleva con éxito a los soldados medievales a la victoria sobre los Deadites y el Ash malvado, salva a Sheila y trae la paz entre Arthur y Henry. Usando un pasaje del Necronomicón, el Sabio le dice cómo volver al presente dándole una poción después de recitar la misma frase de antes "Klaatu barada nikto". De vuelta al presente, Ash le cuenta su historia a un compañero de trabajo en el centro comercial S-Mart. Mientras habla con su compañera que está interesada en su historia, un Deadite sobreviviente, al que se le permitió llegar al presente porque Ash nuevamente olvidó la última palabra, ataca a los clientes. Ash lo mata usando una escopeta Winchester Modelo 1887 del departamento de artículos deportivos y exclama: "Saluda al rey, cariño" antes de besar apasionadamente a su compañera.

## Reparto
- Bruce Campbell como Ashley J. "Ash" Williams / Ash maligno.
- Embeth Davidtz como Sheila.
- Marcus Gilbert como Lord Arthur.
- Ian Abercrombie como Sabio.
- Richard Grove como Duque Henry the Red.
- Timothy Patrick Quill como Herrero.
- Michael Earl Reid como Gold Tooth.
- Bridget Fonda como Linda.
- Patricia Tallman como Bruja.

## Producción
La película fue producida a inicios de 1989 y se rodó en el año de 1991 en distintos lugares de California. Contó con un presupuesto de 11 millones de dólares, que fue invertido mayoritariamente en marionetas, numerosos actores, maquillaje y efectos especiales. El estreno de la película se retrasó hasta 1993 debido a dos conflictos por parte de Universal Studios, que estaba peleando con Dino De Laurentiis Communications por los derechos del personaje cinematográfico de Hannibal Lecter, y al mismo tiempo porque Universal no quería que fuese una película de terror, sino una película de acción, obligando a Sam Raimi a que cambiara varios elementos que él quería colocar; esto, más el retraso de su estreno, provocó la frustración de Raimi con la compañía.
La idea de este film ya estaba previsto desde Evil Dead 2 en 1987, debido al final de este. El ejército de las tinieblas es parte de un acuerdo de distribución con Universal después del éxito que obtuvo Raimi con Darkman en 1989, por lo tanto varias empresas intervinieron para la realización de esta película: Alterian, inc y Berger EFX Group se encargaron del maquillaje y vestuario de los actores, la empresa de Sam Raimi, Renaissance Pictures, junto con Dino De Laurentiis Communications, la produjeron, mientras que Universal la distribuyó. Raimi quería que fuese una épica película de terror, escogiendo como primer título Medival Dead.

## Finales alternativos
La película tiene dos finales, los cuales están disponibles en el DVD.

### Final original
En el final original, mostrado en el Festival de Cine de Sitges, Ash se ampara en una cueva junto a su automóvil y tiene que beber seis gotas de un líquido. Cada gota le hace dormir un siglo, y Ash accidentalmente bebe siete gotas en lugar de seis, lo que hace que despierte en el siglo XXI.
Cuando sale de la cueva, descubre que una guerra nuclear ha destruido toda Inglaterra. Este final era el que deseaba Sam Raimi (una parodia de la película El planeta de los simios), pero los productores después de verla en Sitges, le hicieron cambiar el final y suprimir diversas escenas, ya que Universal se opuso a este clímax, sintiendo que era demasiado negativo y de tono deprimente.

### Final cinematográfico
En el final hecho para la versión cinematográfica, Ash aparece directamente en su época, el siglo XX, en la tienda donde trabajaba. Mientras cuenta toda su historia a un compañero y enseguida liga con una compañera (quien está interesada en su historia), una Deadite sobreviviente que llegó a su época, ataca a los clientes y Ash la vence rápidamente, matándola con una escopeta Winchester Modelo 1887 y exclama: "Saluda al rey, cariño", justo antes de besar apasionadamente a su compañera.

## Recepción
La película recibió una buena respuesta por parte de la crítica cinematográfica, obteniendo un 77% de comentarios "frescos" en el sitio web Rotten Tomatoes. Janet Maslin del periódico estadounidense The New York Times destacó el estilo cómico de la cinta y escribió: «El ejército de las tinieblas tiene una mirada fresca, vigorosa y un estilo enérgico. La postura masculina y heroica de Campbell se complementa perfectamente con la perspectiva cómica del director». Según Desson Howe del Washington Post, «Raimi ofrece toda la fantasía, exageración y el horror que devoraste en los cómics. Puedes sentir los dibujos hechos a pluma cobrando vida». Sin embargo, Roger Ebert del Chicago Sun-Times sostuvo que «la película no es tan graciosa o divertida como Evil Dead II, tal vez porque la propuesta cómica parece reciclada».

## Premios
| Año  | Premio                                                | Categoría                | Receptor(es)                          | Resultado |
| ---- | ----------------------------------------------------- | ------------------------ | ------------------------------------- | --------- |
| 1994 | Premios Saturn                                        | Mejor película de terror |                                       | Ganadora  |
| 1994 | Premios Saturn                                        | Mejor maquillaje         | K.N.B. EFX Group Inc. y Alterian Inc. | Nominados |
| 1993 | Festival de Cine Fantástico de Avoriaz                | Gran Premio              | Sam Raimi                             | Nominado  |
| 1993 | Festival Internacional de Cine Fantástico de Bruselas | Cuervo de Oro            | Sam Raimi                             | Ganador   |
| 1993 | Fantasporto                                           | Premio de la crítica     | Sam Raimi                             | Ganador   |
| 1993 | Fantasporto                                           | Mejor película           | Sam Raimi                             | Nominado  |
| 1992 | Festival de Cine de Sitges                            | Mejor película           | Sam Raimi                             | Nominado  |

## Videojuego
En 2011, Backflip Studios lanzó Army of Darkness Defense, un videojuego para iPad basado en la película. El juego es actualmente "freemium", y de sencilla jugabilidad. El jugador toma el mando de Ash Williams (Bruce Campbell), un vendedor en el S-Mart que es trasladado a un pasado medieval donde debe defender el Castillo de Lord Arthur y al Necronomicón de un ejército de esqueletos armados, brujas y demonios. Para esto, puede valerse de aliados como Lord Arthur, Duke Henry the Red, el Wiseman, entre otros.